# Sun Yao
Sun Yao, en chino simplificado 孙尧, en pinyin Sūn yáo, (Tianjin, noviembre de 1963) es un ingeniero naval y político de la República Popular China. 

## Trayectoria
Sun Yao estudió ingeniería naval en la Universidad de Ingeniería de Harbin, se graduó y continuó su formación en el campo de la investigación sobre control automático. Es doctor ingeniero naval especializado en automatización.
Sun Yao pertenece al Partido Comunista de China desde junio de 1985. Comenzó a trabajar en mayo de 1988 como profesor asociado en el instituto de ingeniería de construcción naval de la Universidad de Ingeniería de Harbin, consecutivamente fue decano de la escuela de automatización, tutor de doctorado. Director del departamento provincial de ciencia y tecnología de Heilongjiang hasta junio del 2008. En abril de 2007, fue elegido miembro del comité permanente del comité provincial de Heilongjiang del Partido Comunista de China, y en diciembre del mismo año, fue nombrado vicegobernador provincial de Heilongjiang, cargo que ocupó hasta enero de 2008. En julio de 2016, fue elegido de nuevo miembro del comité permanente del comité provincial de Heilongjiang del Partido Comunista de China y, al mismo tiempo, fue Ministro del departamento de trabajo del frente unido del comité provincial del partido.
Sun Yao es viceministro de Educación de la República Popular China desde junio de 2017.